# 克里米亚哥特语
克里米亚哥特语是歷史上生活在克里米亚的克里米亚哥特人使用的一種东日耳曼语，該語言始於9世紀，並且於18世纪后期滅絕。 